# 慶嬪李氏
慶嬪 李氏（けいひん りし、キョンビン イシ、경빈 이씨、1541年 - 1595年旧暦6月）は、李氏朝鮮第13代国王明宗の後宮。

## 生涯
李氏は、1541年に、李添貞（イ・チョムジョン）の娘として生まれ、1556年、文定王后付きの女官として入宮。1558年には、淑媛として、明宗の後宮となる。明宗が崩御し、宣祖即位後は、淑儀となった。宣祖の後宮仁嬪金氏の従姉である。
文禄・慶長の役中の1595年には宣祖が、黄海道延安に避難していた淑儀李氏などに対する食糧支給を該当の地域監事に命じたという記録がある。しかし、李氏は同年6月に54歳で死亡した。
1755年旧暦6月14日に嬪に追贈された。当時李氏の従妹仁嬪金氏に諡号が下賜され、その廟号を園で高めたが、仁嬪金氏の従姉である李氏にも追贈すべきだという英祖の主張によって諡号が下賜され、李氏は慶嬪になった。この時英祖は自ら墓碣を書き、5年後の1760年からは慶嬪の墓に式年ごとに致祭することを命じた。現在墓は京畿道高陽市の西三陵境内にある。
仁嬪金氏の入宮に決定的な役割を果たした。当時淑儀であった李氏は金氏を連れて来て宮の中で養育し、明宗の王妃仁順王后の金氏を目をつめ、自分の雑用係とした。そうして後日仁順王后が宣祖に金氏を後宮として薦め、金氏は1573年に淑媛に冊封された。

## 家族
- 父：李添貞（イ・チョムジョン）
- 母：全州金氏
- 舅：第11代国王中宗
- 姑：文定王后
- 夫 : 明宗 - 第13代国王
- 従妹 : 仁嬪金氏 - 宣祖の後宮